# Scream Aim Fire: Live at London Alexandria
Scream Aim Fire: Live at Alexandra Palace – drugie DVD walijskiej grupy Bullet For My Valentine. Po raz pierwszy wydany został w limitowanym nakładzie jako część Xtival '09 1 maja 2009 na XBOX LIVE Marketplace. Kolejne wydanie ma mieć miejsce w drugiej części 2009. Album zawiera nagranie z koncertu zespołu, odbył się on 16 listopada 2008 w Alexandra Palace Theater podczas zimowej trasy koncertowej(Scream Aim Tour).

## Lista utworów
1. „Intro"
2. „Scream Aim Fire”
3. „Take It Out On Me"
4. „The Poison”
5. „All These Things I Hate (Revolve Around Me)”
6. „4 Words (To Choke Upon)”
7. „Hand of Blood”
8. „Say Goodnight”
9. „Eye of the Storm”
10. „Tears Don’t Fall”
11. „Spit You Out"
12. „Hearts Burst into Fire”
13. „Waking the Demon”
14. „Forever And Always"

## Twórcy
- Matthew Tuck – główny wokal, gitara rytmiczna, solo gitarowe we wstępie do „Say Goodnight”, główne solo w „Take It Out On Me” i „4 Words (To Choke Upon)”
- Jason James – gitara basowa, wokal wspierający
- Michael Paget – gitara prowadząca, wokal wspierający
- Michael Thomas – perkusja